# Thelypteris berroi
Thelypteris berroi là một loài thực vật có mạch trong họ Thelypteridaceae. Loài này được C.F. Reed miêu tả khoa học đầu tiên năm 1968.